# Uppståndelsens kapell
Uppståndelsens kapell är ett begravningskapell i Linköping.

## Orgel
Orgeln är mekanisk och är byggd 1973 av A Magnussons orgelbygger i Mölnlycke.
| Huvudverk I  | Svällverk II  | Pedal      | Koppel |
| Gedackt 8’   | Spetsgamba 8’ | Subbas 16’ | I/P    |
| Principal 4’ | Rörflöjt 4’   | Pommer 4’  | II/P   |
| Waldflöjt 2’ | Svegel 2’     | Borduna 8' | II/I   |
|              | Nazat 1 1⁄3'  |            |        |